# Álvaro Colom Caballeros

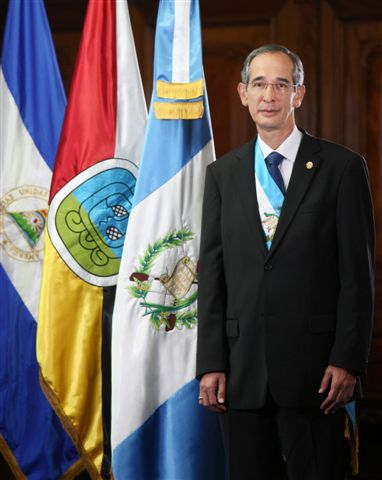
Offizielles Porträt

Álvaro Colom Caballeros (* 15. Juni 1951 in Guatemala-Stadt; † 23. Januar 2023 ebenda) war vom 14. Januar 2008 bis 14. Januar 2012 Präsident von Guatemala. Der Unternehmer und Politiker war Mitglied der Partei UNE.

## Leben
Álvaro Colom kandidierte bei der Präsidentschaftswahl am 9. September 2007 für die Nachfolge von Óscar Berger Perdomo. Er erhielt die zweitmeisten Stimmen (28,23 %) im ersten Wahlgang und stellte sich am 4. November Otto Pérez Molina in einer Stichwahl, die er mit fast 53 Prozent der Stimmen gewann. Er war der erste sozialdemokratische Präsident Guatemalas. 2003 heiratete er Sandra Torres. Das Paar ließ sich 2011 scheiden. Sandra Torres kandidierte 2015, 2019 und 2023 erfolglos für das Präsidentenamt.
Er, seine Frau Sandra, sein Privatsekretär Gustavo Adolfo Alejos Cámbara und der Unternehmer Gregorio Valdez O’Connell wurden von dem am 10. Mai 2009 erschossenen Rechtsanwalt Rodrigo Rosenberg Marzano in einer vor seinem Tod aufgezeichneten Videobotschaft illegaler Geschäfte der Banco de Desarrollo Rural S.A. sowie des Mordes an dem Unternehmer Khalil Musa, dessen Tochter und des Mordes an Rosenberg selbst beschuldigt. Eine UN-Untersuchungskommission schlussfolgerte aber am 12. Januar 2010, dass zumindest Rosenberg seine eigene Ermordung inszeniert hatte.